# Ragnarok The Animation
Ragnarok The Animation es una serie de anime coreana-japonesa, basado en el MMORPG Coreano Ragnarok Online.
Fue producido en colaboración entre G&G Entertainment y Gonzo, y emitido desde abril a septiembre de 2004. y transmitido por TV Tokyo en Japón. En 2005, fue transmitido por SBS en Corea. Tiene 26 episodios.
Cuenta la historia de Roan y Yuufa, su idea principal es el propósito de ayudar a las personas de Rune-Midgard. Para ello, viajan por el mundo y van de ciudad en ciudad. En cada una de ellas se encuentran con un problema y algún jefe o mini-jefe del MMORPG Ragnarok Online al que matarán.

## Argumento
La serie trata acerca de la búsqueda de la paz en el mundo. Para ello, los héroes irán entrenándose y luchando contra monstruos para ganar experiencia y así hacerse más fuertes. A lo largo de los capítulos se encuentran con otros personajes que se unen al grupo. La primera es Takius, que es una maga y les ayuda con su gran poder en diversas situaciones. Más adelante se encuentran con Maya-Chan. Una mercader que al principio es muy avariciosa debido a su pobre infancia y tan solo les quiere por el interés. Pero poco a poco, Maya se va dando cuenta de la amistad.
En cierto momento, Yuufa y Roan, se encuentran con Iruga y Judía. El primero lo conocían de una vez que visitaron Glast Heim con el hermano de Yuufa, que fue donde murió y empieza la historia. En este encuentro es donde se unen Iruga y Judía al grupo y les ayudan.
Iruga es un asesino y Judía una cazadora que se conocen en el bosque y Judía se enamora de Iruga, ella lleva a su amigo Falco el Halcón que la ayuda a exterminar enemigos. Iruga era el mejor amigo de Keough, el hermano de Yuufa, que en una investigación ordenada por el gremio de los asesinos Iruga tenía que ir a investigar Glast Heim, y lleva a Keough con él, aunque Yuufa y Roan deciden acompañarlos, al intentar escapar de ahí Keough ordena a Iruga que se lleve a Roan y a Yuufa fuera de ahí, y cuando logran salir ven morir a Keough a manos del monstruo Knight of Abyss/Abyssmal Knight.
A partir de aquí, Takius sería quien les guiara a lo largo del mundo. pero ella estaba siendo dominada inconscientemente por su maestro, Zephyrus, el mago que intenta descubrir "la verdad" y ayudar a la humanidad con ella, pero se vuelve loco e intenta conseguirla de cualquier forma matando todo lo que se interponga en su camino. Él la estaba manejando para conseguir unos cristales que representan las 7 ondulaciones de la oscuridad que trastornan la mente de los humanos (los pecados capitales), que se necesitan para revivir a Dark Lord, el peor de los males que había asolado Rune-Midgard.
Cuando llegan a la ciudad de Geffen intentan entrar a la Geffen Tower para entrenar, pero llegan demasiado dentro cuando se encuentran con un Doppelganger (un MVP del juego Ragnarok Online), al final logran vencerlo Roan e Iruga y en ese momento Dark Lord consigue su primer cristal
En una de sus aventuras encuentran a Keough. Este era el hermano de Yuufa que había muerto. Resulta no ser el mismo, pues al momento de ser asesinado dark night lo engana diciéndole que su hermana yuffa e iruga lo abandonaron y de esa forma le ofrece vida a cambio que su corazón se vuelva malévolo y solo exista odio.
Transcurridas un par de aventuras con ciertos problemas muy peligrosos, discuten. Takius se da cuenta de lo que ocurre y abandona a sus compañeros para no ponerlos más veces en peligro, ya que mientras iban por el desierto van a Ant Hell (dungeon del juego) donde ella (controlada por Zephirus) destruye el único huevo que Maya (MVP, el monstruo no Maya-Chan) la reina de las hormigas pone cada mil años para convertirse en la nueva reina, al ver eso Maya enfurece e intenta matarlos pero logran derrotarla y con esto Dark Lord consigue otro cristal.
Llegan a Morroc, la ciudad del desierto, donde descubren que el gremio de los asesinos está, y ven a una thief pidiendo ayuda para entrar a las pirámides de morroc ya que en ella se perdió su novio. Al entrar su novio en ella descubre la tumba de Osiris y este despierta y revive a todo su ejército que ataca Morroc y a todos los habitantes, al final logran derrotarlo y así Dark Lord consigue su 3.er cristal, y todo vuelve a la normalidad.
Más adelante, al poco tiempo, Roan, al no poder proteger a Yuufa por sí solo, se marcha a entrenar por su cuenta para hacerse más fuerte. Después todo transcurre en historias paralelas entre el grupo de Yuufa, Maya, Iruga y Judía, con las aventuras de Roan y su búsqueda de poder.
Al realizar Roan que es muy débil para proteger a Yuufa, deja a sus amigos y se va a hacerse más fuerte
Cuando al fin logra conseguir más poder, él se convierte en un Crusader/Cruzado (el 2.º Job de Swordsman en el juego junto con Knight) y regresa a ayudarlos, con más poder y seguridad en el mismo, él se siente el líder del grupo ahora y trata a todos de modo diferente y ellos lo resienten, especialmente Yuufa.
Siguen viajando y llegan a Payon la ciudad de los arqueros, donde hay un problema con los monstruos y deciden ayudar, pero sin importar cuantas veces destruyan a los monstruos ellos reviven con el sonido de una campana y entonces se retiran, y Yuufa se va para convertirse en Priest/Sacerdote (2.º job del juego junto con Monk), luego el grupo se va y logra encontrar a Moonlight Flower (MVP) que con su campana revive a los muertos, pero Yuufa regresa y le dice que no debe hacerlo que está mal jugar con las almas de los demás y Moonlight le dice que solo quería jugar y tener alguien con quien jugar, ella le dice que jugara con ella y aprende el amor. Llega Zephel y usando un Lord of Vermillion mata a Moonlightflower y así consigue otro cristal, pero ese no lo puede utilizar porque necesita almas que necesiten amor y ella lo consiguió antes. Y no le sirve.
Maya por su parte se hace amiga de un monstruo llamado Alice en la ciudad de Alberta, y se hacen grandes amigas, como con su mascota Poi Poi, el poring mascota de Maya, ella le dice que viaje con ella y sus amigos pero le dice que tiene que volver a recoger sus pertenencias y vuelve a su escondite, donde un Evil Druid y Jiltius la esperan y la transforman en un monstruo deforme gracias a la habilidad del Evil Druid, también transforman a todos los monstruos inofensivos de Alberta en monstruos malvados y sucede un caos en Alberta, Maya espera a Alice sin saber esto en un parque, cuando Alice llega con su aspecto de monstruo Maya no sabe que es ella y la ataca pensando que es mala y la mata. Cuando ella descubre que era Alice entra en un estado de shock y una gran depresión.
Llegan a Comodo, la ciudad del placer, donde hay otro ataque de monstruos y Maya habla con Jiltius sobre porque es mala con ella y recuerda sus inicios Jiltius y sobre su odio a las personas, Maya logra convencerla de que lo que ella hacia era escapar de sus problemas y al reconocer eso Jiltius cae, y Maya trata de matarla porque por su culpa Alice murió. Pero el fantasma de Alice sale de una caja de música que tenía Maya y le dice que no lo haga. En ese momento llega Zephel, al ver que Jiltius se desvía de su objetivo y la mata con un Lord of Vermillion, intentando matar a Maya también pero Jiltius la defiende y ella muere. Cuando Zephel intenta volver a usar su poder para matar esta vez a Maya llega Takius convertida en Sage (la segunda profesión de los Magos junto con Wizard) e interrumpe el hechizo con su Spell Breaker y así Zephel se va, pero al morir Jiltius un nuevo cristal se agrega a la colección de Dark Lord. Durante este tiempo Yuufa se da cuenta de que a Roan ya no le importa y la trata mal y decide irse con su hermano Keough (que es malvado) a GlastHeim pero al final logra sacar de ella otro cristal dejando solo en ella el odio e indiferencia.
Entonces el resto del grupo vuelve a Geffen donde se preparan para ir a GlastHeim y salvar a Yuufa.

## Personajes

### Protagonistas
- Roan (ロアン?)
- Yuufa (ユーファ Yūfa?)
- Takius (タキウス Takiusu?)
- Maya (マーヤ Māya?)
- Iruga (イルガ?)
- Judia (ジュディア?)

### Antagonistas
- Dark Lord (ダークロード Dāku Rōdo?)
- Keough (キーオ Kīo?)
- Zephyrus (ゼフェル Zeferu?)
- Zealotus (ジルタス Jirutasu?)

### Otros
- Baphomet (バフォメット Bafometto?)
- Melopsum (メロプシュム Meropushumu?)

## Seiyu

### Voces de la serie en japonés
- Roan - Daisuke Sakaguchi Swordman
- Yuufa - Nana Mizuki Acolyte
- Takius - Aya Hisakawa Mage
- Maya - Haruko Momoi Merchant
- Iruga - Kazuya Nakai Assasin
- Judía - Minako Arakawa Hunter
- Keough/Chaos - Takehito Koyasu Knight
- Poipoi - Fujiko Takimoto poring
- Catherine (Young Takius) - Kae Araki
- Baphomet - Mugihito
- Zephyrus - Nachi Nozawa
- Baphomet Jr. - Nao Nagasawa
- Archer - Rumi Ochiai
- Alice - Saki Nakajima
- Dark Lord - Yōsuke Akimoto
- Puchist - Aki Sasaki
- Maria - Chie Satou
- Jack - Daisuke Kishio
- Holgren - Hisao Egawa
- Blacksmith - Isshin Chiba
- Variojuna - Jin Hirao
- Herman - Jōji Nakata
- Lisa - Kana Ueda
- Female Rogue - Mari Maruta
- Shelters - Mariko Suzuki
- Miguel - Masaki Aizawa
- Zephryl - Nachi Nozawa
- Tis - Satsuki Yukino
- Golden Bug [Golden Thief Bug] - Takashi Nagasako

### Voces de la serie en español
- Roan - Jesús López
- Yuufa - Lidia Camino
- Takius - Susana Damas
- Maya - Ariadna Jiménez
- Iruga - Lucas Cisneros
- Judía - Sofía García
- Keough / Chaos - Oriol de Balle
- Poipoi - Ariadna Jiménez
- Alice - Carmen Calvell
- Tis - Mar Nicolás
- María - Esperanza Doménech
- Gladish - Carmen Ambrós
- W - Pilar Mora

Voces adicionales
- Francesc Rocamora
- Sergio Mesa
- Ángel del Río

### Voces de la serie en coreano
- Roan - Kim Yeong Seon
- Yuufa - Moon Seon Hee
- Maya - Bak Seon Yeong

### Voces de la serie en filipino
- Roan - Blair Arellano
- Yuufa - Sherwin Revinster
- Takius - Stella Canete
- Maya - Aya Blanco-Bejer
- Iruga - Robert Brillantes
- Judía - Irish Labay
- Keough - Jeremiah Joseph Reyes
- Baphomet - Ethan Javier
- Jirtas - Frances Makil-Ignacio

Dubbing Director - Danilo Mandia

## Lista de episodios
- 1. For What Reasons Do You Wield That Sword? - ¿Por qué razón llevas esa espada?
- 2. Nice To Meet You, O-nii-chan - Encantado de conocerte, O-nii-chan.
- 3. I Will Believe - Creeré.
- 4. Is That Your Strength? - ¿Es esa tu fuerza?
- 5. What Did You Just Say? - ¿Qué acabas de decir?
- 6. Because I Won't Let Anyone Interfere - Porque no dejaré a nadie interferir.
- 7. Are You Consoling Me? - ¿Me estás consolando?
- 8. Knowing The Value Of Life Is Unfortunate - Saber el significado de la vida es desafortunado.
- 9. Everything Is For The Sake Of Truth - Todo por el bien de la verdad.
- 10. Brother, Right? - Hermano, ¿cierto?
- 11. There Is Only Despair In This World - Sólo hay desesperación en este mundo.
- 12. I Can't Do It Alone - No puedo hacerlo sólo
- 13. Protector - Protector.
- 14. Why Don't You Answer? - ¿Por qué no respondes?
- 15. Don't Worry, I Am Here - No te preocupes, estoy aquí.
- 16. Cannot Save Anything - No puedo salvar nada.
- 17. You've Already Stained Yourself - Acabas de mancharte.
- 18. Everyone Already Knew - Ya todos lo sabían.
- 19. We'll Always Be Together - Estaremos juntos para siempre.
- 20. Enough Already... - Ya es suficiente...
- 21. I Need You - Te necesito.
- 22. Which One Is The Lonely One? - ¿Quién es el solitario?
- 23. Goodbye. - Adiós.
- 24. The Place Of Absolute Denouement - El lugar del desenlace absoluto.
- 25. One Who Has Realized Its Mistake - Uno que se ha dado cuenta de su error.
- 26. For The Sake Of Our Future - Por el bien de nuestro futuro.

NOTA: Traducciones textuales al español. Los capítulos podrían ser traducidos de otra forma.